# Джеймс Чепмен
Джеймс Чепмен (англ. James Chapman; нар. 2 листопада 1979, м. Сідней, Австралія) — австралійський веслувальник, олімпієць.
Призер чемпіонату світу.

## Виступи на Олімпіадах
| Олімпіада   | Дисципліна                        | Місце |
| ----------- | --------------------------------- | ----- |
| Пекін 2008  | вісімка розстібна зі стерновим    | 6     |
| Лондон 2012 | четвірка розстібна без стернового | 2     |